# Tony Award des meilleurs costumes pour une comédie musicale
Le Tony Award de la meilleure conception de costumes pour une comédie musicale est une récompense annuelle décernée lors des Tony Awards pour la conception et réalisation de costumes pour des productions scéniques de comédies musicales jouées à Broadway. Le prix a été présenté pour la première fois en 1961 après que la catégorie de la meilleure conception de costumes ai été divisée en deux, distinguant les productions théâtrales des comédie musicale.

## Gagnants et nommés

### Années 1960
| Année                              | Designer      | Production |
| ---------------------------------- | ------------- | ---------- |
| 1961 15e cérémonie des Tony Awards |               |            |
| Adrian et Tony Duquette            | Camelot       |            |
| Cecil Beaton                       | Tenderloin    |            |
| Rolf Gerard                        | Irma la Douce |            |
| 1962 – 1969                        | NC            | NC         |

### Années 2000
| Année                              | Designer                       | Production |
| ---------------------------------- | ------------------------------ | ---------- |
| 2000 – 2004                        | NC                             | NC         |
| 2005 59e cérémonie des Tony Awards |                                |            |
| Catherine Zuber                    | The Light in the Piazza        |            |
| Tim Hatley                         | Monty Python's Spamalot        |            |
| Junko Kushino                      | Pacific Overtures              |            |
| William Ivey Long                  | La Cage aux Folles             |            |
| 2006 60e cérémonie des Tony Awards |                                |            |
| Gregg Barnes                       | The Drowsy Chaperone           |            |
| Susan Hilferty                     | Lestat                         |            |
| Martin Pakledinaz                  | The Pajama Game                |            |
| Paul Tazewell                      | The Color Purple               |            |
| 2007 61e cérémonie des Tony Awards |                                |            |
| William Ivey Long                  | Grey Gardens                   |            |
| Gregg Barnes                       | Legally Blonde                 |            |
| Bob Crowley                        | Mary Poppins                   |            |
| Susan Hilferty                     | Spring Awakening               |            |
| 2008 62e cérémonie des Tony Awards |                                |            |
| Catherine Zuber                    | South Pacific                  |            |
| David Farley                       | Sunday in the Park with George |            |
| Martin Pakledinaz                  | Gypsy                          |            |
| Paul Tazewell                      | In the Heights                 |            |
| 2009 63e cérémonie des Tony Awards |                                |            |
| Tim Hatley                         | Shrek the Musical              |            |
| Gregory Gale                       | Rock of Ages                   |            |
| Nicky Gillibrand                   | Billy Elliot, the Musical      |            |
| Michael McDonald                   | Hair                           |            |

### Années 2010
| Année                              | Designer                                         | Production |
| ---------------------------------- | ------------------------------------------------ | ---------- |
| 2010 64e cérémonie des Tony Awards |                                                  |            |
| Marina Draghici                    | Fela!                                            |            |
| Paul Tazewell                      | Memphis                                          |            |
| Matthew Wright                     | La Cage aux Folles                               |            |
| 2011 65e cérémonie des Tony Awards |                                                  |            |
| Tim Chappel et Lizzy Gardiner      | Priscilla, Queen of the Desert                   |            |
| Martin Pakledinaz                  | Anything Goes                                    |            |
| Ann Roth                           | The Book of Mormon                               |            |
| Catherine Zuber                    | How to Succeed in Business Without Really Trying |            |
| 2012 66e cérémonie des Tony Awards |                                                  |            |
| Gregg Barnes                       | Follies                                          |            |
| ESosa                              | Porgy and Bess                                   |            |
| Eiko Ishioka                       | Spider-Man: Turn Off the Dark                    |            |
| Martin Pakledinaz                  | Nice Work If You Can Get It                      |            |
| 2013 67e cérémonie des Tony Awards |                                                  |            |
| William Ivey Long                  | Cinderella                                       |            |
| Gregg Barnes                       | Kinky Boots                                      |            |
| Rob Howell                         | Matilda the Musical                              |            |
| Dominique Lemieux                  | Pippin                                           |            |
| 2014 68e cérémonie des Tony Awards |                                                  |            |
| Linda Cho                          | A Gentleman's Guide to Love and Murder           |            |
| William Ivey Long                  | Bullets Over Broadway                            |            |
| Arianne Phillips                   | Hedwig and the Angry Inch                        |            |
| Isabel Toledo                      | After Midnight                                   |            |
| 2015 69e cérémonie des Tony Awards |                                                  |            |
| Catherine Zuber                    | The King and I                                   |            |
| Gregg Barnes                       | Something Rotten!                                |            |
| Bob Crowley                        | An American in Paris                             |            |
| William Ivey Long                  | On the Twentieth Century                         |            |
| 2016 70e cérémonie des Tony Awards |                                                  |            |
| Paul Tazewell                      | Hamilton                                         |            |
| Gregg Barnes                       | Tuck Everlasting                                 |            |
| Jeff Mahshie                       | She Loves Me                                     |            |
| Ann Roth                           | Shuffle Along                                    |            |
| 2017 71e cérémonie des Tony Awards |                                                  |            |
| Santo Loquasto                     | Hello, Dolly!                                    |            |
| Linda Cho                          | Anastasia                                        |            |
| Paloma Young                       | Natasha, Pierre & The Great Comet of 1812        |            |
| Catherine Zuber                    | War Paint                                        |            |
| 2018 72e cérémonie des Tony Awards |                                                  |            |
| Catherine Zuber                    | My Fair Lady                                     |            |
| Gregg Barnes                       | Mean Girls                                       |            |
| Clint Ramos                        | Once on This Island                              |            |
| Ann Roth                           | Carousel                                         |            |
| David Zinn                         | SpongeBob SquarePants                            |            |
| 2019 73e cérémonie des Tony Awards |                                                  |            |
| Robert Mackie                      | The Cher Show                                    |            |
| Michael Krass                      | Hadestown                                        |            |
| William Ivey Long                  | Beetlejuice                                      |            |
| William Ivey Long                  | Tootsie                                          |            |
| Paul Tazewell                      | Ain't Too Proud                                  |            |

### Années 2020
| Année                              | Designer                    | Production |
| ---------------------------------- | --------------------------- | ---------- |
| 2020 74e cérémonie des Tony Awards |                             |            |
| Catherine Zuber                    | Moulin Rouge!               |            |
| Emily Rebholz                      | Jagged Little Pill          |            |
| Mark Thompson                      | Tina                        |            |
| 2022 75e cérémonie des Tony Awards |                             |            |
| Fly Davis                          | Caroline, or Change         |            |
| Toni-Leslie James                  | Paradise Square             |            |
| William Ivey Long                  | Diana                       |            |
| Santo Loquasto                     | The Music Man               |            |
| Paul Tazewell                      | MJ                          |            |
| 2023 76e cérémonie des Tony Awards |                             |            |
| Gregg Barnes                       | Some Like It Hot            |            |
| Sophia Choi et Clint Ramos         | KPOP                        |            |
| Susan Hilferty                     | Parade                      |            |
| Jennifer Moeller                   | Camelot                     |            |
| Paloma Young                       | & Juliet                    |            |
| Donna Zakowska                     | New York, New York          |            |
| 2024 77e cérémonie des Tony Awards |                             |            |
| Linda Cho                          | The Great Gatsby            |            |
| Dede Ayite                         | Hell's Kitchen              |            |
| David Israel Reynoso               | Water for Elephants         |            |
| Tom Scutt                          | Cabaret at the Kit Kat Club |            |
| Paul Tazewell                      | Suffs                       |            |
| 2025 78e cérémonie des Tony Awards |                             |            |
| Paul Tazewell                      | Death Becomes Her           |            |
| Dede Ayite                         | Buena Vista Social Club     |            |
| Gregg Barnes                       | Boop! The Musical           |            |
| Clint Ramos                        | Maybe Happy Ending          |            |
| Catherine Zuber                    | Just in Time                |            |